# Justicia exigua
Justicia exigua är en akantusväxtart som beskrevs av Spencer Le Marchant Moore. Justicia exigua ingår i släktet Justicia och familjen akantusväxter. Inga underarter finns listade i Catalogue of Life.